# Belgien-Rundfahrt 2011
Die 85. Belgien-Rundfahrt war ein Rad-Etappenrennen, das vom 25. bis 29. Mai 2011 stattfand. Es wurde in fünf Etappen über eine Distanz von 727,3 Kilometern ausgetragen und war in der Kategorie 2.HC Teil der UCI Europe Tour 2011.

## Teilnehmer
Insgesamt nahmen 21 Teams mit einer unterschiedlichen Anzahl an Fahrern teil: sieben UCI ProTeams, darunter die belgischen Mannschaften Omega Pharma-Lotto und Quickstep, sieben UCI Professional Continental Teams und sieben belgische UCI Continental Teams.
| UCI ProTeams BMC Racing Team Omega Pharma-Lotto Pro Team Astana Quickstep Cycling Team Rabobank Cycling Team Vacansoleil-DCM Team Katjuscha | UCI Professional Continental Teams Acqua & Sapone Cofidis, le Crédit en Ligne Landbouwkrediet Saur-Sojasun Skil-Shimano Topsport Vlaanderen-Mercator Veranda’s Willems-Accent | UCI Continental Teams An Post-Sean Kelly BKCP-Powerplus Donckers Koffie-Jelly Belly Jong Vlaanderen-Bauknecht Sunweb-Revor Telenet-Fidea Wallonie Bruxelles-Crédit Agricole |

## Strecke
Das Rennen begann mit einem 5,6 Kilometer langen Prologzeitfahren in Buggenhout nahe der Stadt Dendermonde.
Das flache erste Teilstück führte über 162 Kilometer von Lochristi in das an der Küste gelegene Knokke-Heist. Am 188 Kilometer langen dritten Tag standen die ersten Hügel auf dem Programm. Auf dem Weg nach Ypern musste eine Schlussrunde, die drei Bergwertungen enthielt, darunter den von Gent–Wevelgem bekannten Kemmelberg, zweimal bewältigt werden.
Der folgende vierte Abschnitt war mit 202 Kilometern der längste der Rundfahrt. Während der Fahrt von Bertem nach Eupen mussten unter anderem die berühmte Mauer von Huy, der Zielanstieg des Eintagesrennens Wallonischer Pfeil, sowie die Côte de Filot, Côte de Werbomont oder der Col de Stockeu, allesamt Bestandteile des Klassikers Lüttich–Bastogne–Lüttich, erklommen werden. Insgesamt waren zehn Bergwertungen über die Strecke verteilt, auch die Zielgerade war ansteigend.
Das Rennen endete mit einem flachen Tagesabschnitt von Oreye nach Putte.

## Etappen

### Etappenübersicht
| Etappe    | Tag      | Start – Ziel             | km    | Typ              | Etappensieger    | Führender        |
| --------- | -------- | ------------------------ | ----- | ---------------- | ---------------- | ---------------- |
| 1. Etappe | 25. Mai  | Buggenhout (EZF)         | 05,6  | Einzelzeitfahren | Lieuwe Westra    | Lieuwe Westra    |
| 2. Etappe | 26. Mai  | Lochristi – Knokke-Heist | 162,5 | Flachetappe      | André Greipel    | André Greipel    |
| 3. Etappe | 27. Mai  | Knokke-Heist – Ypern     | 187,8 | Flachetappe      | Aidis Kruopis    | Philippe Gilbert |
| 4. Etappe | 28. Mai  | Bertem – Eupen           | 202,0 | Hügeletappe      | Philippe Gilbert | Philippe Gilbert |
| 5. Etappe | 29. Juni | Oreye – Putte            | 169,4 | Flachetappe      | André Greipel    | Philippe Gilbert |

### 1. Etappe
|    | Fahrer              | Nation      | Team | Zeit       |
| -- | ------------------- | ----------- | ---- | ---------- |
| 1. | Lieuwe Westra       | Niederlande | VCD  | 6:37 min   |
| 2. | Philippe Gilbert    | Belgien     | OLO  | + 0:01 min |
| 3. | Dominique Cornu     | Belgien     | TSV  | + 0:02 min |
| 4. | Sebastian Langeveld | Niederlande | RAB  | + 0:04 min |
| 5. | Maarten Wynants     | Belgien     | RAB  | + 0:07 min |

|    | Fahrer              | Nation      | Team | Zeit       |
| -- | ------------------- | ----------- | ---- | ---------- |
| 1. | Lieuwe Westra       | Niederlande | VCD  | 6:37 min   |
| 2. | Philippe Gilbert    | Belgien     | OLO  | + 0:01 min |
| 3. | Dominique Cornu     | Belgien     | TSV  | + 0:02 min |
| 4. | Sebastian Langeveld | Niederlande | RAB  | + 0:04 min |
| 5. | Maarten Wynants     | Belgien     | RAB  | + 0:07 min |

### 2. Etappe
|    | Fahrer           | Nation      | Team | Zeit      |
| -- | ---------------- | ----------- | ---- | --------- |
| 1. | André Greipel    | Deutschland | OLO  | 3:38:14 h |
| 2. | Kenny van Hummel | Niederlande | SKS  | gl. Zeit  |
| 3. | Maxime Vantomme  | Belgien     | KAT  | gl. Zeit  |
| 4. | Tom Boonen       | Belgien     | QST  | gl. Zeit  |
| 5. | Nikolai Trussow  | Russland    | KAT  | gl. Zeit  |

|    | Fahrer           | Nation      | Team | Zeit       |
| -- | ---------------- | ----------- | ---- | ---------- |
| 1. | André Greipel    | Deutschland | OLO  | 3:44:49 h  |
| 2. | Philippe Gilbert | Belgien     | OLO  | + 0:02 min |
| 3. | Dominique Cornu  | Belgien     | TSV  | + 0:03 min |
| 4. | Maarten Wynants  | Belgien     | RAB  | + 0:08 min |
| 5. | Tom Boonen       | Belgien     | QST  | + 0:10 min |

### 3. Etappe
|    | Fahrer            | Nation      | Team | Zeit      |
| -- | ----------------- | ----------- | ---- | --------- |
| 1. | Aidis Kruopis     | Litauen     | LAN  | 4:21:41 h |
| 2. | Stefan Van Dijk   | Niederlande | VWA  | gl. Zeit  |
| 3. | Pim Ligthart      | Niederlande | VCD  | gl. Zeit  |
| 4. | Allan Davis       | Australien  | AST  | gl. Zeit  |
| 5. | Pieter Ghyllebert | Belgien     | SKT  | gl. Zeit  |

|    | Fahrer           | Nation      | Team | Zeit       |
| -- | ---------------- | ----------- | ---- | ---------- |
| 1. | Philippe Gilbert | Belgien     | OLO  | 8:06:29 h  |
| 2. | André Greipel    | Deutschland | OLO  | + 0:01 min |
| 3. | Dominique Cornu  | Belgien     | TSV  | + 0:04 min |
| 4. | Maarten Wynants  | Belgien     | RAB  | + 0:09 min |
| 5. | Pim Ligthart     | Niederlande | VCD  | + 0:10 min |

### 4. Etappe
|    | Fahrer            | Nation   | Team | Zeit       |
| -- | ----------------- | -------- | ---- | ---------- |
| 1. | Philippe Gilbert  | Belgien  | OLO  | 4:50:47 h  |
| 2. | Greg Van Avermaet | Belgien  | BMC  | gl. Zeit   |
| 3. | Bjorn Leukemans   | Belgien  | VCD  | gl. Zeit   |
| 4. | Bert De Waele     | Belgien  | LAN  | + 0:07 min |
| 5. | Jegor Silin       | Russland | KAT  | + 0:21 min |

|    | Fahrer            | Nation      | Team | Zeit       |
| -- | ----------------- | ----------- | ---- | ---------- |
| 1. | Philippe Gilbert  | Belgien     | OLO  | 12:57:04 h |
| 2. | Greg Van Avermaet | Belgien     | BMC  | + 0:19 min |
| 3. | Bjorn Leukemans   | Belgien     | VCD  | + 0:35 min |
| 4. | Bert De Waele     | Belgien     | LAN  | + 1:02 min |
| 5. | Niki Terpstra     | Niederlande | VCD  | + 1:18 min |

### 5. Etappe
|    | Fahrer        | Nation      | Team | Zeit      |
| -- | ------------- | ----------- | ---- | --------- |
| 1. | André Greipel | Deutschland | OLO  | 3:51:43 h |
| 2. | Aidis Kruopis | Litauen     | LAN  | gl. Zeit  |
| 3. | Luca Paolini  | Italien     | KAT  | gl. Zeit  |
| 4. | Adrien Petit  | Frankreich  | COF  | gl. Zeit  |
| 5. | Allan Davis   | Australien  | AST  | gl. Zeit  |

|    | Fahrer            | Nation      | Team | Zeit       |
| -- | ----------------- | ----------- | ---- | ---------- |
| 1. | Philippe Gilbert  | Belgien     | OLO  | 16:48:46 h |
| 2. | Greg Van Avermaet | Belgien     | BMC  | + 0:20 min |
| 3. | Bjorn Leukemans   | Belgien     | VCD  | + 0:36 min |
| 4. | Bert De Waele     | Belgien     | LAN  | + 1:03 min |
| 5. | Pim Ligthart      | Niederlande | VCD  | + 1:16 min |

## Rennverlauf
Der Niederländer Lieuwe Westra von Vacansoleil-DCM siegte knapp mit nur einer Sekunde Vorsprung auf Philippe Gilbert im Prolog und übernahm das Schwarze Trikot des Führenden. Auf dem zweiten Abschnitt feierte der Deutsche André Greipel vom belgischen Team Omega Pharma-Lotto im Massensprint seinen vierten Saisonsieg und übernahm dank der Zeitbonifikation für den Etappensieger die Gesamtführung. Am nächsten Tag konnte er allerdings nicht in den Kampf um den Tagessieg eingreifen, denn der litauische Neuprofi Aidis Kruopis (Landbouwkrediet) war nicht zu schlagen. Greipels Teamkollege Gilbert übernahm zudem die Gesamtwertung, weil er sich Zeitbonifikationen an den Zwischensprints eroberte.
Auf der Königsetappe setzte sich Gilbert dann im Sprint gegen van Avermaet und Leukemans durch und konnte seine Gesamtführung ausbauen. In dieser Reihenfolge belegten die drei Fahrer auch die Plätze auf dem abschließenden Podium, denn auf dem letzten Abschnitt fand erneut ein Massensprint, den André Greipel siegreich gestalten konnte. Damit sicherte sich der Deutsche auch die Punktwertung.

### Wertungen im Rennverlauf
Auf jeder Etappe fanden drei Zwischensprints statt, die maßgeblich für die Sprintwertung (Blaues Trikot) waren. Die Punktwertung setzte sich zusammen aus den Zählern, die im Ziel einer jeden Etappe vergeben wurden.
Die Tabelle zeigt den Führenden in der jeweiligen Wertung nach der jeweiligen Etappe an.
|   | Etappensieger    | Gesamtwertung ·  | Nachwuchswertung · | Sprintwertung ·  | Punktwertung ·   |
| - | ---------------- | ---------------- | ------------------ | ---------------- | ---------------- |
| 1 | Lieuwe Westra    | Lieuwe Westra    | Jens Debusschere   | Graeme Brown     | Lieuwe Westra    |
| 2 | André Greipel    | André Greipel    | Jens Keukeleire    | Graeme Brown     | André Greipel    |
| 3 | Aidis Kruopis    | Philippe Gilbert | Pim Ligthart       | Nico Eeckhout    | Tom Boonen       |
| 4 | Philippe Gilbert | Philippe Gilbert | Pim Ligthart       | Michael Schär    | Philippe Gilbert |
| 5 | André Greipel    | Philippe Gilbert | Pim Ligthart       | Marcus Burghardt | André Greipel    |